# Ghiacciaio Pyke
Il ghiacciaio Pyke (in inglese Pyke Glacier) è un ghiacciaio situato sulla costa di Nordenskjöld, nella parte orientale della Terra di Graham, in Antartide. Il ghiacciaio, il cui punto più alto si trova 912 m s.l.m fluisce verso sud, partendo dall'altopiano Detroit e scorrendo tra il ghiacciaio Albone e il ghiacciaio Polaris.

## Storia
Il ghiacciaio Pyke è stato mappato dal British Antarctic Survey, che all'epoca si chiamava ancora Falkland Islands and Dependencies Survey, grazie a fotografie aeree scattate durante una spedizione della stessa agenzia nel 1960-61 ed è stato poi così battezzato dal Comitato britannico per i toponimi antartici in onore di Geoffrey N. Pyke (1894—1948), lo scienziato britannico che nel 1941 ebbe l'idea di un nuovo veicolo per trasporto su neve che poi si concretizzò nel trasportatore cingolato M-29 o "Weasel", della Studebaker Corporation .